# Wir Pacyfiku
Wir Pacyfiku (także Hawajski Wir) (ang. Pacific Vortex) – powieść Clive’a Cusslera z serii o przygodach Dirka Pitta, wydana w 1983. Jest pierwszą książką należącą do tego cyklu, jednak autor zdecydował się ją opublikować dopiero po kilku latach od napisania.

## Opis fabuły
Akcja powieści rozpoczyna się na Hawajach, gdzie Dirk Pitt odpoczywa na pierwszym od trzech lat urlopie. Przypadkowo dostrzega na falach kapsułę sygnalizacyjną, stosowaną na okrętach podwodnych. Po wyłowieniu jej i przeczytaniu zamkniętych w niej dokumentów nawiązuje współpracę z marynarką wojenną USA. W dokumentach znajduje się sprawozdanie kapitana zaginionego przed kilkoma miesiącami okrętu podwodnego. Okazuje się, że zaginął on w tzw. wirze Pacyfiku. Dirk Pitt musi rozwiązać zagadkę okrętów i statków ginących w pacyficznym odpowiedniku Trójkąta Bermudzkiego.